# Adam Monroe
Adam Monroe, también conocido como Takezo Kensei (剣聖 武蔵, Kensei Takezō), es un personaje ficticio de la serie de televisión Héroes, interpretado por David Anders.

## Historia

### Japón Feudal
KENSEI JALA HEROES. Takezo Kensei es un guerrero legendario, el cual accede a hacer un trato con un dragón místico, para salvar a Japón de la destrucción, con una espada sagrada, a cambio, ofrece su amor. Luego de salvar su tierra, el dragón va a visitar a Kensei, quien está enamorado de una princesa, el dragón le exige su amor (queriendo llevarse a la princesa), sin embargo Kensei se saca su corazón y se lo entrega al dragón afirmándole que allí se encuentra todo su amor, entonces Kensei muere. Estas son las historias contadas a Hiro Nakamura por su padre.
Adam Monroe, llega a Japón en un barco, en lugar de convertirse en el héroe que se cuenta en sus leyendas, este está más interesado en el dinero y en la bebida. A la llegada de Hiro, es convencido por el mismo que debe convertirse en un héroe, por lo que Hiro decide ayudarlo. Utilizando su poderes par salvar a Yaeko (el amor de Kensei en las leyendas), de unos guerreros de Barba Blanca, quienes al ser derrotados por Hiro (utilizando la armadura de Kensei), deciden atacar desprevenido a Takezo, a quien le tiran flechas que aparentemente son mortales.
En ese momento, Kensei descubre su habilidad, ya que se regenera de cualquier herida.
Al darse cuenta de que su amado e idolatrado héroe no era más que un borracho y un vago que solo buscaba fortuna, Hiro se dispuso a cambiar su forma de ser. Gracias a este hecho y con el apoyo de Hiro, Kensei empieza a reformarse, convirtiéndose en el héroe de las leyendas de Hiro.
Esto cambiaría al amor que Hiro comenzaría a desarrollar por Yaeko, que a espaldas de Kensei (del que aparentemente se había enamorado), acabaría por besar al propio Hiro.
Kensei, que lo presencia todo, lo toma como una traición por parte de aquel que consideraba su amigo y en un último momento parece cambiar la historia, traicionando a Hiro, al herrero y a Yaeko, al unirse al ejército de Barba Blanca.
Hiro se libera del cautiverio y acaba con el arsenal de Barba Blanca, tras una batalla con Takezo, que justo antes de explotar junto con el campamento de Barba Blanca le promete a Hiro que hará todo lo posible por hacerle sufrir, destruyendo todo lo que él ama.
“Takezo Kensei” es un nombre alternativo para referirse a Miyamoto Musashi. “Takezo” es una forma alternativa de leer los kanjis de Musashi 武蔵 y “Kensei” es el rango más alto al que puede llegar un samurái, rango que solo tienen algunos samuráis legendarios, que se podría traducir como “héroe”.

### Antes de Generaciones
Debido a sus capacidades regenerativas, Kensei sobrevivió a la explosión del campamento de Barba Blanca. Durante unos 350 años vagó por la Tierra, buscando a otros como él. En 1971, funda La Compañía y se convierte en un mercenario inglés, donde conoce a Evan, quien derrota a un regimiento, por lo que Adam lo sigue y lo mata. Pero Evan es un replicador humano, quien se ha clonado durante varios años, por lo que Adam continua buscando al original y matarlo, pero es vencido en una batalla contra varios clones y se da cuenta de que necesita seguidores, en ese momento conoce a la generación de héroes anterior a la actual, formada por personajes como Angela Petrelli, Daniel Linderman e incluso el padre de Hiro. Bajo el nombre de Adam Monroe intenta unirlos a todos con el fin de llevar a la humanidad a una nueva era, pero según Linderman y Bob Bishop, el poder corrompe a Adam, llegando a creer que es una clase de Dios.
Adam decide que el mundo ya no debía ser cambiado, sino "limpiado", por lo que intenta liberar la cepa 138 del Virus Shanti (en 1977), un virus creado por La Compañía, que podría acabar con toda la humanidad si se liberara. Sin embargo, es detenido por Kaito Nakamura, quien lo encierra en unas instalaciones especiales de La Compañía, durante 30 años.

### Generaciones
Peter Petrelli llega a La Compañía y es encerrado (a voluntad propia) cerca de Adam, donde es obligado a tomar pastillas que neutralizan sus habilidades. Adam manipula a Peter (a través de los conductores de aire) para lograr escapar, convenciéndolo de dejar de tomar las pastillas, haciéndole creer que había sido engañado por La Compañía. Peter escapa junto con Adam, para ir al hospital y así salvar a su hermano (ya que Adam le comenta de sus poderes regenerativos, los cuales pueden ser utilizados para curar a alguien más).
Una vez que ambos se separan, Adam consigue a un viejo seguidor, Maury Parkman, con la ayuda del mismo empieza a eliminar a los 8 miembros de la generación anterior y además cofundadores de La Compañía. 
Adam se reúne de nuevo con Peter, y lo ayuda a recuperar su memoria (su factor curativo también sirve para recuperar la memoria), ambos van a buscar a Victoria Pratt, quien tiene la información sobre el paradero de la última cepa del virus Shanti 138 (ya que es su creadora), una vez conseguida la información, se dirigen a Primatech en Odessa, Texas (donde Adam planea liberar el virus).
Una vez allí son interceptados por Nathan, Hiro y Matt Parkman, quienes aseguran a Peter que Adam lo está usando, pero Hiro trata de matar a Adam congelando el tiempo, pero es detenido por Peter. Peter y Adam llegan a la habitación donde se encuentra el virus, Peter se queda afuera, donde finalmente es convencido por Parkman y su hermano de las intenciones de Adam. Este entra a la habitación, pero Hiro aparece para detenerlo, teletransportándose junto con el lejos de Texas.
Adam es encerrado en una tumba bajo tierra, en un cementerio japonés, cerca a la tumba de Kaito. Adam grita desesperadamente por ayuda, sin embargo no es escuchado por nadie.

### Villanos
Angela Petrelli pide a Hiro Nakamura que rescate a Adam de la tumba donde lo enterró. Tras unos vaivenes con Hiro, Adam acepta acompañarles, para acabar escapando utilizando al camarero de un bar para dejar KO a Hiro. No obstante, nada más salir es capturado por Knox y llevado ante Arthur Petrelli para que este le quite sus poderes y poder regenerarse.

## Poderes y habilidades
Adam Monroe tiene el poder de la regeneración celular rápida, lo que le permite sanar casi instantáneamente de la mayoría de sus heridas así como también poder curar a quienes inyecta con su sangre. Además de permitirle sanar de cualquier herida, el poder de Adam lo convierte en un ser inmortal, explicándose que sus células se han regenerado tantas veces que comenzaron a morir y regenerarse en equilibrio, deteniéndose así su envejecimiento. Sin embargo, también se revela que su vida depende de sus poderes, debido a que cuando Arthur Petrelli se los roba, Adam inmediatamente se desmorona.